# Balaweling I
Balaweling I is een bestuurslaag in het regentschap Flores Timur van de provincie Oost-Nusa Tenggara, Indonesië. Balaweling I telt 701 inwoners (volkstelling 2010).